# Kirepapa
Kirepapa (キレパパ。) est un manga du type yaoi de Ryō Takagi et publié dans le Core Magazine. Un anime, composé de deux OAV de 29 minutes et réalisé par le studio ANIK, a également vu le jour en 2008.

## Synopsis
Chisato, 35 ans, écrivain célibataire, est un papa poule qui tente par tous les moyens de protéger son fils, Riju de tout un tas de prétendants.
Il a beau les traiter comme des insectes, ceux-ci finissent toujours par revenir. Parmi cette bande de jeunes, les amis de Riju, figure un certain Shunsuke, sans doute son ami le plus fidèle mais aussi le prétendant le plus agaçant pour Chisato. Il lui en fait voir de toutes les couleurs et s'accroche comme un forcené à Riju.
"Kirepapa" est une histoire drôle et émouvante, entre un père et son fils et entre une relation impossible.

## Doublage
| Personnages         | Voix japonaises   |
| ------------------- | ----------------- |
| Chisato Takatsukasa | Hikaru Midorikawa |
| Shunsuke Sakaki     | Takahiro Sakurai  |
| Riju Takatsukasa    | Kouki Miyata      |
| Kanzaki             | Ken Narita        |
| Nijo Kakeru         | Junichi Suwabe    |

## OAV
- Studios : Primetime - ANIK
- Auteur original : Ryō Takagi
- Chara-design : Shuuhei Tanaka